# Saurita ochreiventris
Saurita ochreiventris là một loài bướm đêm thuộc phân họ Arctiinae. Loài này được Paul Dognin mô tả năm 1902. Loài này có ở Ecuador.